# Готхард Хайнрих фон Залбург
Готхард Хайнрих фон Залбург (на немски: Gotthard Heinrich Graf von Salburg, Freiherr von Falkenstein und Rannariedl; * 29 октомври 1639, Линц; † 30 юли 1707, Виена) е граф на Залбург в Долна Австрия и фрайхер на Фалкенщайн и Ранаридл (над Дунав), таен съветник и президент на дворцовата камера.

## Живот
Той е син на граф Георг Зигмунд Фридрих фон Залбург († 1669), фрайхер на Фалкенщайн и Ранаридл, и съпругата му фрайин Сидония Елизабет фон Шерфенберг (1614 – 1699). Брат е на Анна Юдит фон Залбург († 1668), омъжена на 4 юли 1657 г. за граф Кристоф Леополд фон Тюрхайм (1629 – 1689). Внук е на фрайхер Хайнрих фон Залбург († 1629) и на Юдит фон Фрайзинг. Правнук е на Бартоломеуз Залбургер († 1569) и Анна Цолнер.
Дядо му Хайнрих фон Залбург получава през 1591 г. Ранаридл, през 1605 г. купува Фалкенщайн. Родът е издигнат 1605 г. на фрайхер. Баща му Георг Зигмунд Фридрих фон Залбург († 1669) е издигнат на граф на 3 ноември 1665 г.
Готхард Хайнрих фон Залбург е през 1680 г. австрийски депутат на господарското съсловие, таен съветник и президент на дворцовата камера, получава 1691 г. бохемски инколат.

## Фамилия
Първи брак: на 17 март 1657 г. с Мария Йохана Барбара Поликсена фон Алтхан (* сл. 1642; † 3 септември 1670), дъщеря на граф Михаел Йохан фон Алтхан († 1649) и графиня Мария Маргарета фон Егенберг († 1657). Те имат дъщеря:
- Мария Максимилиана (* ок. 1668; † 1746), омъжена за граф Франц Себастиан фон Тюрхайм (1665 – 1726)

Втори брак: на 6 януари 1698 г. във Виена с графиня Анна Мария Каролина Елизабет фон Фюнфкирхен (* сл. 1676, Виена; † 21 юли 1711, Виена), дъщеря на граф Йохан Бернхард фон Фюнфкирхен (1644 – 1700) и графиня/фрайин София Елизабет фон Хоенфелд (1639 – 1684). Те имат дъщеря:
- Мария Анна (* 7 Ооктомври 1703, Виена; † 21 октомври 1761, Нойроде), омежрна на 12 май 1721 г. във Виена за фрайхер Йохан Йозеф фон Щилфрид и Ратониц (* 1696; † 5 ноември 1739, Нойроде)

## Галерия
- Гербът на графовете фон Залбург
- Дворец Залаберг
- Дворец Фалкенщайн (днес руина)
- Дворец Ранаридл